# 永遠のアダム
『永遠のアダム』（えいえんのアダム、原題 仏: L'Éternel Adam ）は、1910年に刊行されたジュール・ヴェルヌのSF小説。

## 概要
ジュール・ヴェルヌの死後に息子のミシェルによって発表された短篇。未来を舞台にしている点において『西暦2889年』と共通しており、終末SFの傑作として名高い。

## あらすじ
未来に人類はハルス＝イテン＝シューという帝国を築いていた。ソフル＝アイ＝スル博士は建設現場から、太古の時代の未知の言語で書かれた文書が収められた未知の金属製の箱を発見した。

## 登場人物
- ソフル＝アイ＝スル博士 (Zartog Sofr-Aï-Sr) - 博学な考古学者で、太古の文書を解読する帝国ハルス＝イテン＝シューのソフル家第101代第三位継承者。

## 日本語訳
- 「永遠のアダム」古屋健三訳、集英社、1969年 - 『ドクター・オクス』に収録。
- 「永遠のアダム」江口清訳、パシフィカ、1979年 - 『永遠のアダム／エーゲ海燃ゆ』に収録。
- 「永遠のアダム」江口清訳、文遊社、2013年 - 他に初期短篇3作品